# Daurises
Daurises（Δαυρίσης) fou un noble persa, gendre de Darios I el Gran. Fou un dels comandants dels perses en la lluita contra la Revolta Jònica (499 aC). Després de la victòria persa a Efes va atacar les ciutats de l'Hel·lespont i va conquerir Dardània, Abidos, Percote, Làmpsac i Pesos, una cada dia. Llavors va anar contra els caris, aliats dels jònics, als que va derrotar en dues batalles, però una mica després va caure en una emboscada i va morir junt a molts perses.